# 安巴人
安巴人（Amba）是居住在刚果民主共和国和乌干达的一个民族，人口30,000人。

## 居住地
居住在刚果民主共和国和乌干达的边界地区，艾伯特湖以南，鲁文佐里山脉地区。

## 生活
安巴人以农业种植为主，主要种植小米、玉米、红薯、花生、大米、咖啡、棉花、木薯，同时也有少量放牧，如山羊和绵羊。基督教是当地的宗教。
安巴人于20世纪60年代中期至80年代初发动独立斗争，以此想要脱离土柔王国控制。